# Světový pohár v orientačním běhu 1990
Světový pohár v orientačním běhu 1990 (Orienteering World Cup 1990) byl 3. ročníkem této soutěže. Skládal se z 8 individuálních závodů, které se konaly v Polsku, Dánsku, Norsku, Kanadě, USA, Švýcarsku, Francii a Německu.  
V mužské kategorii zvítězil Håvard Tveite z Norska, který získal 184 bodů.  
V ženské kategorii dominovala Ragnhild Bente Andersen z Norska, která získala 181 bodů.
---

## Individuální závody Světového poháru 1990
| č. | Datum           | Trať | Místo                      | Vítěz muži | Vítěz ženy |
| -- | --------------- | ---- | -------------------------- | ---------- | ---------- |
| 1  | 27. května 1990 | ?    | Kraków, Polsko             |            |            |
| 2  | 30. května 1990 | ?    | Aarhus, Dánsko             |            |            |
| 3  | 3. června 1990  | ?    | Voss, Norsko               |            |            |
| 4  | 11. srpna 1990  | ?    | Caroline (Alberta), Kanada |            |            |
| 5  | 18. srpna 1990  | ?    | Cle Elum, USA              |            |            |
| 6  | 30. září 1990   | ?    | Vallée de Joux, Švýcarsko  |            |            |
| 7  | 3. října 1990   | ?    | Chapelle des Bois, Francie |            |            |
| 8  | 6. října 1990   | ?    | Uslar, Německo             |            |            |

---

## Celkové pořadí

### Muži
| Pořadí | Závodník          | Země    | Body |
| ------ | ----------------- | ------- | ---- |
| 1.     | Håvard Tveite     | Norsko  | 184  |
| 2.     | Niklas Löwegren   | Švédsko | 181  |
| 3.     | Jörgen Mårtensson | Švédsko | 163  |

### Ženy
| Pořadí | Závodnice               | Země    | Body |
| ------ | ----------------------- | ------- | ---- |
| 1.     | Ragnhild Bente Andersen | Norsko  | 181  |
| 2.     | Ragnhild Bratberg       | Norsko  | 180  |
| 3.     | Katarina Borg           | Švédsko | 170  |

---